# Station 19
Stanice 19 je americký dramatický televizní seriál, jehož tvůrkyní je Stacy McKee. McKee, Shonda Rhimes, Betsy Be a Paris Barclay jsou výkonnými producenty. Seriál je spin-offem seriálu Chirurgové a sleduje životy skupiny hasičské stanice 19 v Seattlu. Seriál je produkován společnostmi Shondaland a ABC Studios. Hlavní role hrají Jaina Lee Ortiz, Jason George, Grey Damon, Barrett Doss, Alberto Frezza, Jay Hayden, Okieriete Onaodowan, Danielle Savre a Miguel Sandoval.
V květnu roku 2017 byla objednána první řada spin-offu. Premiérový byl odvysílán 22. března 2018. Dne 11. května 2018 stanice objednala druhou řadu, která měla premiéru dne 4. října 2018. Dne 10. května 2019 seriál získal třetí řadu, jejíž premiéra se uskutečnila 23. ledna 2020. V březnu 2020 stanice objednala čtvrtou řadu.

## Obsazení

### Hlavní role
- Jaina Lee Ortiz jako Andrea „Andy“ Herrera; dcera kapitána Pruitta Herrery, hasičský poručík na stanici 19, chvíli byla spolupůsobící kapitánkou. V 3. sezóně je jejím milostným zájmem Robert Sullivan.
- Grey Damon jako Jack Gibson; nebojácný hasič ze stanice 19. Spolu s Andy Herrerou byl jedním ze spolupůsobících kapitánů stanice 19.
- Danielle Savre jako Maya Bishop; bisexuální hasička stanice 19, bývalý olympijský atlet, nejlepší kamarádka Andrei, nějaký čas má románek s Jackem, poté vede vztah s Carinou, chvíli působí jako kapitánka.
- Jason George jako Ben Warren; nováček ve stanici 19, bývalý chirurgický rezident v nemocnici Grey Sloan Memorial Hospital. Jeho ženou je Dr. Miranda Bailey z Grey Sloan Memorial Hospital.
- Barrett Doss jako Victoria „Vic" Hughes; mladá hasička stanice 19.
- Alberto Frezza jako Ryan Tanner policista; dlouhodobý kamarád s Andy, na střední škole spolu chodili (1.–2. řada, hostující role – 3. řada). Byl zastřelen ve 2. epizodě 3. sezóny a zemřel v 3. epizodě.
- Jay Hayden jako Travis Montgomery; gay hasič stanice 19.
- Okieriete Onaodowan jako Dean Miller; hasič stanice 19.
- Miguel Sandoval jako Pruitt Herrera; kapitán stanice 19, otec Andy (1.–3. řada), v 3. sezóně zemře na výjezdu.
- Boris Kodjoe jako Robert Sullivan (od 2. řady); Nový kapitán na stanici 19, který se nedávno vrátil do Seattlu. Předtím, než byl kapitánem, pracoval jako generál na Akademii, kde trénovali Millera a Gibsona. S náčelníkem Ripleyem kdysi býval nejlepšími přáteli, ale jejich přátelství se vytratilo, když se Robert po smrti své ženy přestěhoval do Montany. Sullivan trpí komplexním regionálním bolestivým syndromem (CRPS). Ve finále 2. sezóny a v 3. se stává Andrei novým milostným zájmem, se kterou se ožení v 3. sérii před smrtí Pruitta. Na začátku 4. série je degradován zpět na běžného hasiče kvůli svým činům, které vyplynuly z jeho závislosti na opioidech. Trpí komplexním regionálním bolestivým syndromem (CRPS).

### Vedlejší role
- Marla Gibbs jako Edith (1. řada)
- Stefania Spampinato jako Dr. Carina DeLuca (3-4. řada);
- Brett Tucker jako Lucas Ripley[5]
- Brenda Song jako JJ (1. a 3. řada)
- Sterling Sulieman jako Grant (1.–2. řada)
- Birgundi Baker jako Yemi Miller (2. řada), Deanova sestra
- Rigo Sanchez jako Rigo Vasquez (3. řada), hasič stanice 19
- Kelly Thiebaud jako Eva Vasquez (3. řada); Rigova manželka, která měla aférku s Jackem
- Pat Healy jako Albert Dixon (3. řada)
- Lachlan Buchanan jako Emmett Dixon (3. řada); hasič stanice 19, syn Alberta Dixona

### Hostující role (Chirurgové)
- Chandra Wilson jako Dr. Miranda Bailey
- Ellen Pompeo jako Dr. Meredith Grey
- Jake Borelli jako Levi Schmitt, nový stážista v nemocnici
- BJ Tanner jako Tuck Jones, Warrenův nevlastní syn
- Jee Young Han jako Charlotte Dearborn
- Giacomo Gianniotti jako Andrew DeLuca (2. řada)
- Kelly McCreary jako Maggie Pierce (2.–3. řada)
- Jesse Williams jako Dr. Jackson Avery (3. řada)
- Jaicy Elliot jako Dr. Taryn Helm (3. řada)
- Vivian Nixon jako Dr. Hannah Brody (3. řada)
- Devin Way jako Dr. Blake Simms (3. řada)
- Alex Landi jako Dr. Nico Kim (3. řada)
- Caterina Scorsone jako Dr. Amelia Shepherd (3. řada)
- Kevin McKidd jako Dr. Owen Hunt (3. řada)
- Kim Raver jako Dr. Teddy Altman (3. řada)

## Vysílání
| Řada | Díly | Premiéra v USA     | Premiéra v USA  |
| Řada | Díly | První díl          | Poslední díl    |
| ---- | ---- | ------------------ | --------------- |
| 1    | 10   | 22. března 2018    | 17. května 2018 |
| 2    | 17   | 4. října 2018      | 16. května 2019 |
| 3    | 16   | 23. ledna 2020     | 14. května 2020 |
| 4    | 16   | 12. listopadu 2020 | 3. června 2021  |
| 5    | 18   | 30. září 2021      | 19. května 2022 |
| 6    | 18   | 6. října 2022      | 18. května 2023 |
| 7    | 10   | 14. března 2024    | 30. května 2024 |

## Produkce

### Vývoj
Dne 16. května 2017 prezident ABC Channing Dungey oznámil na prezentaci ABC, že dal přímý povel k objednání spin-offu seriálu Chirurgové. Stacy McKee, dlouhodobá scenárista a výkonná producentka Chirurgů byla oznámena jako tvůrkyně a výkonná producentka, společně se Shondou Rhimes a Betsy Beers. Režisér oceněný cenou Emmy Paris Barclay byl také oznámen jako výkonný producent. Stanice oznámila, že název seriálu bude Stanice 19.
Díl Chirurgů, který sloužil jako backdoor pilotu se měl původně vysílat na podzim roku 2017, namísto toho byl vysílán v březnu 2018. Díl představil hlavní postavu ze spin-offu, Andy Herreru. Dne 11. května 2018 stanice objednala druhou řadu seriálu. Dne 10. května 2019 seriál získal třetí řadu, jejíž premiéra se uskutečnila 23. ledna 2020. V březnu 2020 stanice objednala čtvrtou řadu, jejíž premiéra se uskutečnila 12. listopadu 2020. 

### Casting
Dne 26. července 2017 byla obsazena Jaina Lee Ortiz do hlavní ženské role. V září roku 2017, bylo oznámeno, že Jason George, který hrál doktora Bena Warrena od šesté řady v seriálu Chirurgové. Nadále se bude objevovat pravidelně v seriálu Chirurgové, než začne produkce spin-offu. Dne 6. října byl obsazený do role Jacka herec Grey Damon, herec Jay Hayden do role Travise, Okieriete Onaodowan do role Deana, Danielle Savre do role Mayi a Barrett Doss do role Victorie. Krátce na to následovalo obsazení Miguela Sandovala do role kapitána Pruitta, a Alberta Frezza do role policisty Ryana.

### Natáčení
Natáčení seriálu začalo dne 18. října 2017. Natáčení seriálu se odehrává převážně v Los Angeles.

## Ocenění a nominace
| Rok  | Ocenění       | Kategorie                | Nominovaní | Výsledek  |
| ---- | ------------- | ------------------------ | ---------- | --------- |
| 2018 | Imagen Awards | nejlepší seriálová drama |            | vítězství |